# 图尔比戈
图尔比戈（義大利語：Turbigo），是意大利米兰省的一个市镇。总面积8平方公里，人口7423人，人口密度927.9人/平方公里（2009年）。国家统计（ISTAT）代码为015226。